# ماسون تابان
ماسون تابان هو محامي وسياسي أمريكي، ولد في 20 أكتوبر 1817 في نيوبورت في الولايات المتحدة، وتوفي في 25 أكتوبر 1886. نشط حزبياً في حزب لا أدري والحزب الجمهوري. وقد انتخب عضو مجلس النواب الأمريكي ‏.